# Kathryn Tickell
Kathryn Tickell est une musicienne anglaise, née en 1967, et une des joueuses les plus réputées de Northumbrian smallpipes. Elle joue également du fiddle. Depuis 1986, elle a enregistré une douzaine d'albums et réalisé des tournées dans le monde entier.

## Biographie
Kathryn Tickell a commencé à jouer du smallpipes à l'âge de neuf ans, incitée par sa famille, et particulièrement son père qui a joué un rôle important dans la scène traditionnelle du Northumberland. Elle s'est beaucoup inspirée des anciennes générations de musiciens traditionnels comme Willie Taylor, Will Atkinson, Joe Hutton, Richard Moscrop, Billy Pigg et Tom Hunter. En 1980, alors qu'elle a à peine treize ans, elle a déjà gagné toutes les compétitions libres de Northumbrian pipes, et a déjà acquis une solide renommée en fiddle dans le style des Shetland, qu'elle a appris auprès de Tom Anderson lors des stages d'été de l'université de Stirling. Kathryn Tickell a également appris le Border pipes. Sa famille est originaire de la vallée du North Tyne.
Elle enregistre son premier album à l'âge de 16 ans, en 1984. La même année, elle est nommée « piper » officiel de la mairie de Newcastle upon Tyne. Deux ans plus tard, elle devient professionnelle, démarrant immédiatement une tournée en Grande-Bretagne et à l'étranger. Elle enregistre cette année-là son deuxième album, Borderlands, qui inclut pour la première fois ses propres compositions. En 1987, elle est le sujet du documentaire de Channel 4 « The Long Tradition », qui s'intéresse à sa musique et l'influence de la tradition.
Elle lance le Kathryn Tickell Band en 1990 et continue les tournées, aussi bien en solo qu'en groupe. En 2005, le groupe était composé de son demi-frère Peter Tickell au fiddle, Julian Sutton au mélodéon, Ian Stephenson à la guitare et basse acoustique, et elle-même au fiddle et Northumbrian pipes.
Parmi les différents projets sur lesquels elle a travaillé, on peut noter deux productions pour le "Live Theatre Company" de Newcastle, une série de programmes pour BBC Radio 2, des programmes éducatifs musicaux pour Channel 4, enregistré avec le "Penguin Cafe Orchestra", des concerts avec les Chieftains et Boys of the Lough. Elle a par ailleurs participé à quatre albums de Sting et l'a accompagné lors des concerts à Newcastle, Carnegie Hall et à la télévision. En 1999, Kathryn Tickell reçoit une bourse de la « Britten-Pears Foundation », afin d'étudier la composition musicale avec Judith Weir de la Dartington International Summer School. Les deux projets qui ont suivi cette formation ont inclus des compositions pour cornemuse et orchestre de chambre, et des musiciens jazz, classiques et folks l'ont rejointe pour les réaliser, créant l'« Ensemble Mystical » (album réalisé : Kathryn Tickell and Ensemble Mystical). Après plusieurs CD, en mars 2006, la chaîne de télévision Channel 5 lui dédie un documentaire intitulé "Kathryn Tickell's Northumbria", qui recueillit une audience de 750 000 personnes. Pour son importante contribution à la renommée de la musique britannique, elle a été décorée de la Queen's Medal for Music, créée en 2005. Elle devient ensuite la directrice artistique de Folkworks, l'agence de développement de la musique folk pour le Nord Est de l'Angleterre. Elle a été invitée par le Nash Ensemble pour jouer à l'occasion du 75e anniversaire du compositeur et chef d'orchestre Sir Peter Maxwell Davies.
En 2009, toujours en collaboration avec le chanteur Sting, elle participe à son album If on a Winter's Night..., suivi d'une tournée de concers en Europe et à New York. Ensemble, ils collaborent par la suite sur le projet de théâtre musical de Sting, intitulé The Last Ship.
En 2013, elle reçoit le prestigieux prix "Musician of the Year" aux BBC Radio 2 Folk Awards, recréant ainsi son exploit de 2005.

## Récompenses
- 2005 : Musicien de l'année, aux BBC Radio 2 Folk Awards
- 2008 : The Queen's Medal for Music
- 2013 : Musicien de l'année, aux BBC Radio 2 Folk Awards

## Discographie
- 1984 : On Kielder Side
- 1986 : From Sewingshields to Glendale, compilation avec Alistair Anderson, Joe Hutton, Willy Taylor, Will Atkinson, Mike Tickell et autres
- 1987 : Borderlands
- 1989 : Common Ground
- 1991 : The Kathryn Tickell Band
- 1993 : Signs
- 1997 : The Gathering
- 1998 : The Northumberland Collection
- 1999 : Debatable Lands
- 2000 : Ensemble Mystical
- 2001 : Music for a New Crossing, avec Andy Sheppard
- 2002 : Back to the Hills
- 2004 : Air Dancing, avec le Kathryn Tickell Band
- 2006 : The Sky Didn't Fall, avec Corrina Hewat
- 2006 : Strange But True
- 2007 : Instrumental, avec le Kathryn Tickell Band
- 2008 : Durham Concerto, avec Jon Lord
- 2008 : What We Do, avec Peter Tickell
- 2012 : Northumbrian Voices[4]

## Sources
- (en) Cet article est partiellement ou en totalité issu de l’article de Wikipédia en anglais intitulé « Kathryn Tickell » (voir la liste des auteurs).